# Melita Rundek
Melita Rundek (Zagreb, 8. veljače 1961.) hrvatska je književnica.

## Životopis
Melita Rundek rođena je 1961. godine u Zagrebu. Nakon osnovne škole te nastavka školovanja u Centru za kulturu i umjetnost završila je, uz rad, studije komparativne književnosti i fonetike na Filozofskom fakultetu u Zagrebu. 
Snimila je mnoge radio-drame, od kojih su neke nagrađene, surađivala s raznim glumcima i redateljima. U životu je radila i kao daktilograf, spiker, sekretarica generalnog direktora, novinarka i urednik novina te je osnovala specijalnu knjižnicu u tvornici. Imala je četiri samostalne izložbe slika te je sudjelovala na jednoj skupnoj izložbi sa svojim glinenim figurama. Pisala je za razne časopise (Plima, Draga, Modra lasta, Prvi izbor) te za emisiju Priče za laku noć na Hrvatskom radiju. Radila je s nadarenom djecom u organizaciji Ministarstva prosvjete i športa, organizirala niz radionica kreativnog pisanja, sudjelovala u programu s prognanom djecom i u prosudbenim povjerenstvima za procjenu dječjih radova, te održala veliki broj susreta s djecom po školama i knjižnicama diljem Hrvatske. Kao bibliotekar-informator u Knjižnicama grada Zagreba radila je i na dječjem i na odjelu za odrasle. Ugostila je, između ostalog, mnoge vrtiće i škole, držala predavanja o povijesti knjige i knjižnica. Mnogoj djeci pokazala je put do prve knjige. Na Odjelu za odrasle, između ostalog, organizirala je izrazito veliki niz tribina, predavanja i promocija te ugostila brojne predavače, pisce i pjesnike. Radi kao bibliotekar-informator u Knjižnicama grada Zagreba.

## Književno stvaralaštvo
Melita Rundek napisala je četrdeset naslova, od kojih je čak trideset četiri za djecu i mlade, a četiri naslova su u lektiri za osnovnu školu. 
Za rukopis romana Psima ulaz zabranjen dobila je 1. nagradu "Ivana Brlić-Mažuranić" za 1999. godinu. Roman je uvršten u lektiru te je po njemu napravljena predstava. Drugi roman Mirko i 7 prigovora, koji govori o psihičkom zlostavljanju, upotrijebljen je, u dijelovima, kao predložak za neke od radionica UNICEF-ove kampanje "Stop zlostavljanju među djecom" koje su izvedene u nekoliko stotina škola diljem Hrvatske te stavljen na top-listu najkvalitetnijih knjiga te godine koju sastavlja Komisija za knjižnične usluge Hrvatskog knjižničarskog društva. 
Treći roman Kupit će ti tata koturaljke bavi se temom seksualnog zlostavljanja i doživio je pohvale čitateljstva i institucija koje se bave prevencijom i liječenjem dječjih trauma te je bio u užem izboru za nagradu "Anto Gardaš". Roman je također uvršten na top-listu najkvalitetnijih knjiga za mladež te preporučen za čitanje roditeljima i djeci. Zbirka pripovjedaka Pet i pol minuta do zvona obrađuje temu odrastanja te dotiče sve prepreke na koje pritom nailazimo: pušenje, alkohol, drogu. Haj, ja sam online suvremeni je roman koji govori o druženju djece na internetu. Roman je bio u užem izboru za nagradu "Grigor Vitez" i nagradu "Anto Gardaš". Izgubljena u ormaru sljedeći je roman u kojem autorica ispituje svijet potrošačkog društva u kojem živimo, ljepote i odijevanja, Facebooka te potrebe mladih da budu prihvaćeni u svojoj sredini. Roman je bio u užem izboru za nagradu "Grigor Vitez" te je dobio nagradu Mato Lovrak za najbolji roman za djecu i mlade u 2014. godini. Sljedeći roman autorice naslovljen je Hrvač. Na jednom nivou, knjiga Hrvač je roman inspiriran istinitom sudbinom hrabrog i samouvjerenog Filipa. Na drugom nivou, cijeli roman je metafora i govori o životu. Kako treba znati kako pasti, a onda se dići, kako neovisno o iskušenjima i izazovima, treba biti uporan i ustrajan, ne treba odustati nego se sa životom hrvati do kraja. Kroz napetu i uzbudljivu priču, djeci i odraslima nastoji biti podsjetnik i putokaz u životu. Knjiga Hrvač bila je u užem izboru za nagradu Anto Gardaš. Roman Letači srebrnih krila na jedan duhovit, uzbudljiv i dramatičan način kazuje zašto je čitanje značajno, a glavni junaci knjiga još uvijek živi i važni. Knjiški moljci koji ne uništavaju knjige, već se hrane pričama, pjesmama i zanimljivostima koje u njima nalaze, zločesti pauci, cvrčak i druge bube glavni su junaci romana koji promiče čitanje, znanje i dobrotu. Na suptilan način dijete se upoznaje s izumom pisma i tiskarskog stroja, poviješću knjige i knjižnica. Kao dodatak romanu autorica je napisala igrokaz "Trinaesti petak u godini" koji je namijenjen poticanju čitanja. 
Roman Letači srebrnih krila je bio u užem izboru za nagradu "Grigor Vitez", a osvojio je nagradu Anto Gardaš kao najbolja dječja knjiga u 2017.
Roman Moj tata Plavac osvojio je nagradu Mato Lovrak kao najbolji roman za djecu i mlade u 2019. Za knjigu Slučaj Mirkovog brata Melita Rundek prvi je laureat regionalne nagrade Dragan Radulović. Knjiga Slučaj Mirkovog brata bila je
i finalist nagrade "Grigor Vitez" te nagrade Mato Lovrak.
U svojim djelima, kao suvremena spisateljica, Melita Rundek eksperimentira sa stilom i prilagođava ga temi: svaki je roman pisan drukčije – pa tako aforistično razgovara s drugim knjigama (Psima ulaz zabranjen), piše šapatom, bez uskličnika u ispovjednoj poziciji prvog lica jednine (Kupit će ti tata koturaljke), kratku zagonetku pretvara u roman (Mirko i 7 prigovora), brzo akcijski pripovijeda poput brzog interneta (Haj, ja sam online) ili tekst prekida duhovitim reklamnim zapisima kao što se to događa s filmovima na televizijskom programu (Izgubljena u ormaru). Roman Hrvač pisan je u prvom licu i satkan živim dijalozima. Njegova posebnost je da se glavna prepreka s kojom se hrvač bori imenuje tek u drugoj četvrtini romana.
Trinaest slikovnica Melite Rundek ispituju svijet u kojem živimo i naš odnos prema njemu. Oči koje svijetle u mraku govori o našem odnosu prema vrijednom i prema njoj je napravilo predstavu Lutkarsko kazalište "Za bregom". Slikovnica Zora priča o svijetlu, lučonošama, samoći pritom te prijateljstvu i ljubavi. Tatina medalja problemska je slikovnica o pravima djece. Priča o Vilmi Špigl pripovijeda o percepciji i našem viđenju sebe i drugih, a Djevojka koja je zaspala u tanjuru je slikovnica ilustrirana glinenim figurama, oslikanim tanjurima i zdjelama koje je izradila sama autorica. O strahu i krotitelju lavova osvjetljava problem straha i treme, a slikovnica Silvester obrađuje temu odrastanja uz prepreke.
I slikovnice se nalaze na top listi knjiga za preporuku. Slikovnica 150 medvjeda i jedna priča motivira djecu da se sama upuste u rješavanje svojih zadataka te im poručuje: Ono što napraviš sam, pa makar se namučiš, uvijek je bolje i ljepše od onoga što umjesto tebe naprave drugi. Slikovnica je već dobila priznanje u izboru za najbolju hrvatsku slikovnicu "Ovca u kutiji" – 2. mjesto prema ocjeni stručnog povjerenstva. Slikovnica Čistač, koja govori o najvećem zagađenju – zagađenju ružnim riječima, zapažena je među djecom i odraslima, stručnim krugovima te preporučena za čitanje od Hrvatskog društva knjižničara, a Nevolja jednog cara je bila finalist nagrade "Grigor Vitez". Slikovnica "Savršeni svijet" bila je u užem izboru za nagradu najbolje hrvatske slikovnice "Ovca u kutiji" 2021. godine.
Melita Rundek objavila je i roman za odrasle čitatelje Kasni vlak za Kopenhagen, koji se koristi i u biblioterapiji, zatim roman Reci brodovima da se brzo vraćam . Objavljene su i tri zbirke njenih pjesama: Hajde, pogledaj me! Ako me ne pogledaš, ja ću sasvim izblijedjeti i nestati i Utopljena u kapljici vode te Moja šutnja (konceptualna zbirka poezije).
Melita Rundek članica je Društva hrvatskih književnika i Hrvatskog društva književnika za djecu i mlade.

## Djela
- 2000. – Psima ulaz zabranjen (vesela ljubavna pripovijest o psima, knjigama i ostalome)
- 2005. – Mirko i 7 prigovora (knjiga-zagonetka s ljekovitim biljem)
- 2006. – Kupit će ti tata koturaljke (mišljeno šaptom)
- 2006. – Oči koje svijetle u mraku
- 2006. – Pet i pol minuta do zvona (priče iz razreda)
- 2007. – Zora
- 2008. – Tatina medalja
- 2009. – Haj, ja sam online
- 2009. – Priča o Vilmi Špigl
- 2011. – Kasni vlak za Kopenhagen (povijesna, ljubavna pripovijest)
- 2011. – Djevojka koja je zaspala u tanjuru
- 2012. – O strahu i krotitelju lavova
- 2013. – Hajde, pogledaj me! Ako me ne pogledaš, ja ću sasvim izblijedjeti i nestati
- 2013. – Silvester
- 2013. – Utopljena u kapljici vode
- 2014. – Izgubljena u ormaru
- 2016. – 150 medvjeda i jedna priča
- 2016. – Hrvač
- 2017. – Letači srebrnih krila
- 2018. – Moja šutnja
- 2018. – Čistač
- 2019. – Moj tata Plavac
- 2020. – Mirko i glavoder
- 2020. – Nevolja jednog cara
- 2021. – Slučaj Mirkovog brata
- 2021. – Savršeni svijet
- 2021. – Paprena priča
- 2022. – Darmar, Maki je car!
- 2022. – Ema Neustrašiva
- 2022. – Kad bi Anja nacrtala jezero
- 2022. – Moja baka je zmaj
- 2022. – Kiki, mi te volimo!
- 2023. – Mirko u paklu razreda
- 2023. – Pazi, oštar pas!
- 2023. – Reci brodovima da se brzo vraćam
- 2024. – Moja mama je bajkerica
- 2024. – Nepobjediva Ema
- 2024. – Igračke pričaju priče (zbirka priča hrvatskih autora)
- 2024. – Kako je Jasna žurila
- 2025. – Vilin kaput
- 2025. – Mirko i afrička avantura

## Vanjske poveznice
- Croatian scientific bibliography: Rundek, Melita iz: Hrvatska književna enciklopedija. Sv. 3 : Ma-R ; Velimir Visković (gl.ur.) ; Zagreb : Leksikografski zavod Miroslav Krleža, 2011. ; ISBN 9789532680195
- Katalog Knjižnica grada Zagreba: Melita Rundek